# Essener Hof
Essener Hof ist seit 1975 der Name des ältesten noch existierenden Hotels der Stadt Essen, das bis 1935 zunächst eine Herberge zur Heimat war und dann zum Hotel Vereinshaus wurde. Zwischen 1898 und Mitte der 1970er Jahre trug das inzwischen abgerissene Kruppsche Privathotel am Limbecker Platz in Essen den Namen Essener Hof.

## Heutiges Hotel Essener Hof

### Lage
Das Haus liegt direkt in der Essener Innenstadt, nördlich des Hauptbahnhofs und des Hauses der Technik. Westlich des Essener Hofes liegt das Hotel Handelshof.

### Geschichte

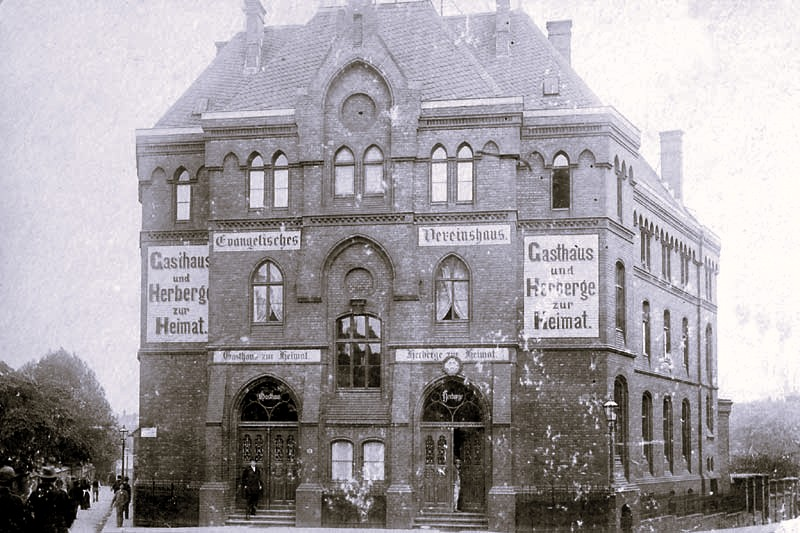
Herberge zur Heimat etwa 1892 bis 1902

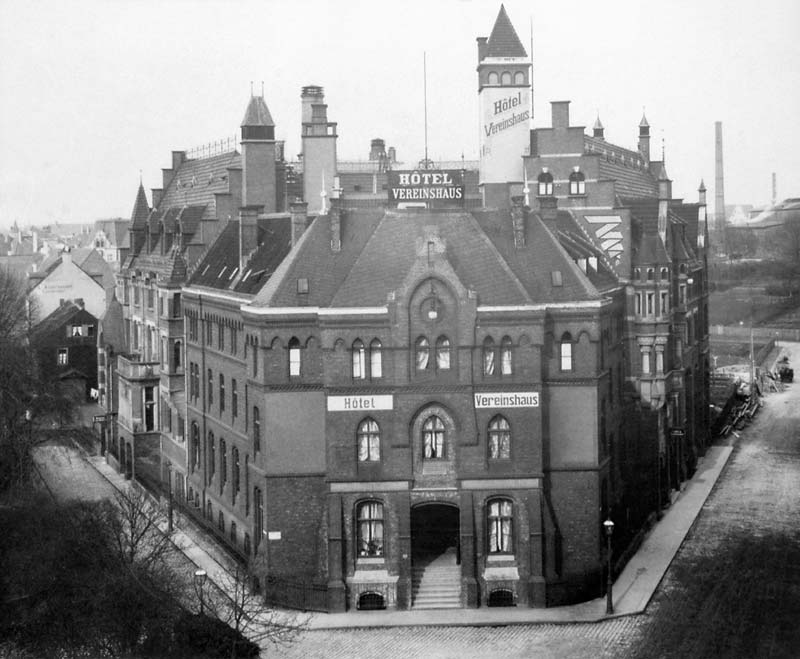
Hotel Vereinshaus etwa 1902 bis 1912

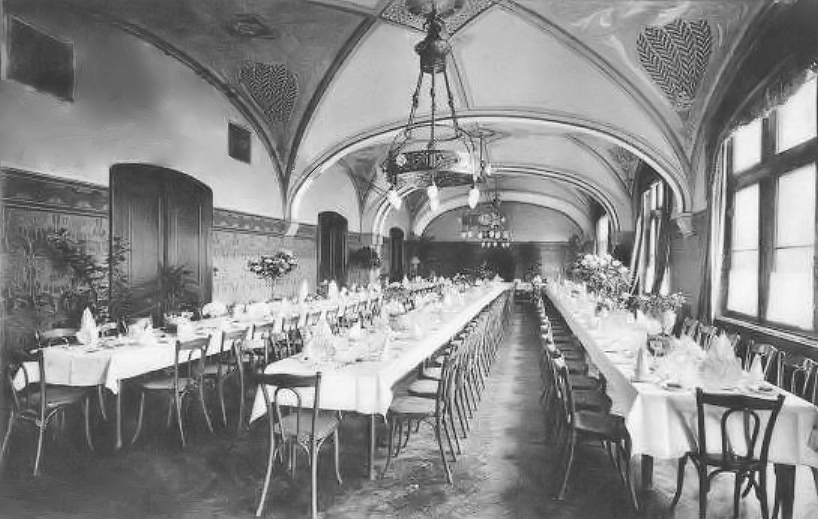
Kleiner Festsaal 1912

#### Stiftungsgründung
Am 27. September 1883 wurden die Gemeindemitglieder der evangelischen Gemeinde Essen durch Pfarrer Lenssen zur Gründung einer Herberge aufgerufen. Daraufhin wurde am 10./11. November des Jahres die Stiftung anlässlich der Feierlichkeiten zu Martin Luthers 400. Geburtstag gegründet. Mit Hilfe von Spenden konnten 31.000 Mark gesammelt werden. So beschloss man am 13. Mai 1884 den Kauf von zwei Gärten von Edmund Lührmann, der später die Edmund-Lührmann-Stiftung für Nervenleidende in Essen gründete. Ein weiteres 123 Quadratruten großes Grundstück wurde von den Erben von Max Huyssen für 14.844 Mark gekauft. Erst am 15. Februar 1887 gab es einen Baubeschluss, die Grundsteinlegung des Gebäudes folgte am 7. Juni 1887 an der Ecke der Bach- und der Teichstraße. Die feierliche Rede hielt der Vorsitzende des Komitees, Pfarrer Lenßen. Nach einem Architekturwettbewerb wurde den Essener Architekten Julius Flügge und Carl Nordmann der Auftrag erteilt.

#### Entstehung der Gebäude
Bereits im Herbst 1887 fand im gerade fertiggestellten Versammlungssaal, der später einem Anbau weichen musste, eine Sitzung evangelischer Gemeindeglieder statt. Ein Jahr später, am 10./11. November 1888, wurde das Haus mit dem Namen Gasthaus und Herberge zur Heimat mit einer Festrede des Oberbürgermeisters Erich Zweigert eröffnet. Doch schon im Juli 1889 dachte man über einen Verkauf des Gebäudes nach, da es als unrentabel eingestuft wurde. Man überlegte, es als Gemeindehaus an die evangelische Kirchengemeinde abzutreten. Darauf folgte am 31. Oktober 1889 die Gründung eines Garantiefonds und ein neuer Hausvater wurde eingestellt, der ein Jahr später jedoch wieder gekündigt hatte. Dafür wurde am 13. Oktober 1891 August Bosse angestellt, dessen Nachfahren noch heute den Betrieb führen. Zu dieser Zeit hatte das Haus, bis auf wenige Salons mit Doppelbett und Waschgelegenheit, Mehrbett-Schlafsäle und Gemeinschaftsbäder auf den Gängen. Den Vorsitz der Stiftung übernahm in diesem Jahr Pfarrer Klingmann, da sein Vorgänger, Superintendent Lenssen, verstorben war. 1893 wurde das angrenzende Grundstück an der Teichstraße für 12.075,95 Mark zugekauft, was durch inzwischen besser laufende Geschäfte ermöglicht wurde. Fünf Jahre später begannen die Arbeiten am Anbau und am Umbau des vorhandenen Hauses, was in Summe rund eine Million Mark kostete. Schließlich fand am 11. Januar 1904 die Einweihung des Hotels Vereinshaus statt. 1912 änderte sich erneut der Vorsitz der Stiftung, den Heinrich Johannsen übernahm. Im selben Jahr erfolgte der Abbruch und Neubau des Vorderhauses. Hierzu gab es eine Schätzung, die, einschließlich Grundstück, einen Verkehrswert von 1,5 Millionen Mark ergab. Am 1. Oktober 1921 wurde Alfred Bosse neuer Geschäftsführer.

#### Beschlagnahme im Ruhrkampf
Nach dem verlorenen Ersten Weltkrieg verpflichtete der Friedensvertrag von Versailles 1919 die Weimarer Republik zu Reparationszahlungen. 1922 mussten diese auf Grund wirtschaftlicher Probleme auf Sachleistungen wie beispielsweise Kohle und Stahl umgestellt werden. Doch im Januar 1923 gerieten auch diese Leistungen in Rückstand, weswegen 60.000 französische und belgische Soldaten ins Ruhrgebiet einmarschierten. Das Hotel Vereinshaus wurde im so genannten Ruhrkampf am 11. Januar 1923 von Franzosen besetzt und am 22. August, bis auf die Herberge, komplett beschlagnahmt. Dabei nutzten sie die Lobby als Pferdestall. Die Besatzer gaben das Hotel am 1. September 1924 wieder frei. Nach der Beseitigung von durch die Besatzung entstandenen Schäden in Höhe von 180.000 Reichsmark wurde das Hotel am 3. Januar 1925 wiedereröffnet.
Das Vereinshaus beherbergte nun den Essener Gesamtverband der evangelischen Kirchengemeinden. Am 1. Oktober 1928 wurden zwei neue Stockwerke des Hotels mit zwanzig zusätzlichen Zimmern eröffnet. Dies geschah auf Drängen der Stadtverwaltung. Die Vereinshaus-Stuben eröffneten am 17. Dezember 1932. Zwei Jahre später wurde Otto Schmemann neuer Aufsichtsratsvorsitzender. Am 2. Januar 1937 wechselte der Vorsitz erneut, diesmal ging er an den Geheimrat Dr. Cuntz.

#### Schließung der Herberge 1935
Die Herberge, die von Beginn an vielen wandernden Handwerkern diente, musste am 1. Oktober 1935 aus finanziellen Gründen geschlossen werden, wobei Teile davon dem Hotel angegliedert wurden. Im Gebäudeflügel an der Teichstraße ließ sich unter anderem der Reichsmütterdienst nieder.

#### Zweiter Weltkrieg und die Folgen
Durch schwere Luftangriffe und Brandstiftungen wurde das Hotel Vereinshaus zu etwa drei Vierteln zerstört. Der große Saal brannte 1944 aus. Die Wehrmacht beschlagnahmte das Gebäude. Nach Kriegsende richtete das Rote Kreuz im Erdgeschoss eine Betreuungsstelle für heimkehrende Kriegsgefangene ein. Das Hotel wurde provisorisch Stück für Stück wieder instand gesetzt und dem Betrieb übergeben. 1946 konnten die Gäste wieder über fließendes Wasser verfügen. Erst 1948, bedingt durch die Währungsreform und den folgenden wirtschaftlichen Aufschwung, schritt der Wiederaufbau schneller voran, so dass am 1. August 1952 auch das neue Restaurant eröffnet werden konnte.

#### Der Weg zum Essener Hof

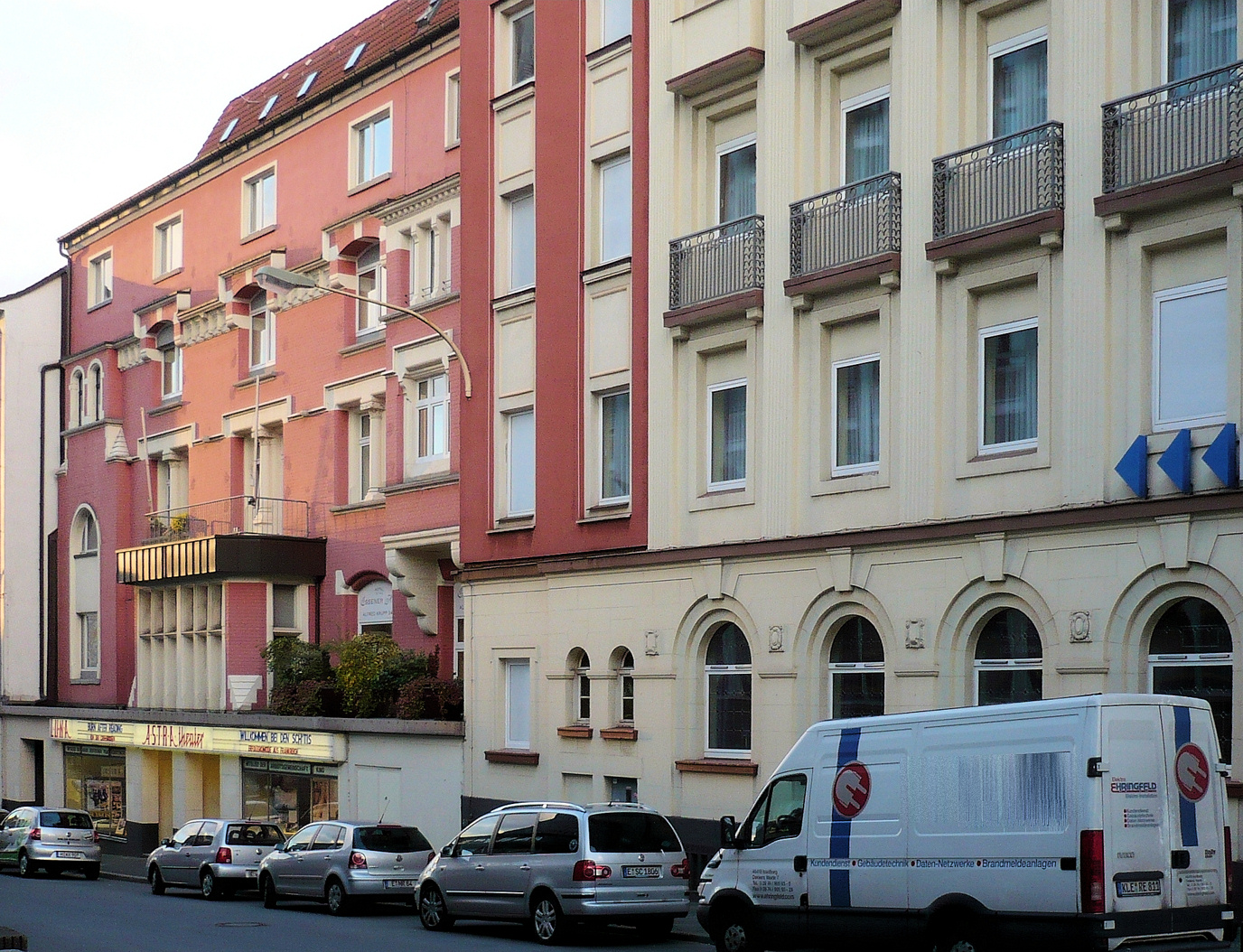
Seitentrakt mit dem Filmtheater Astra

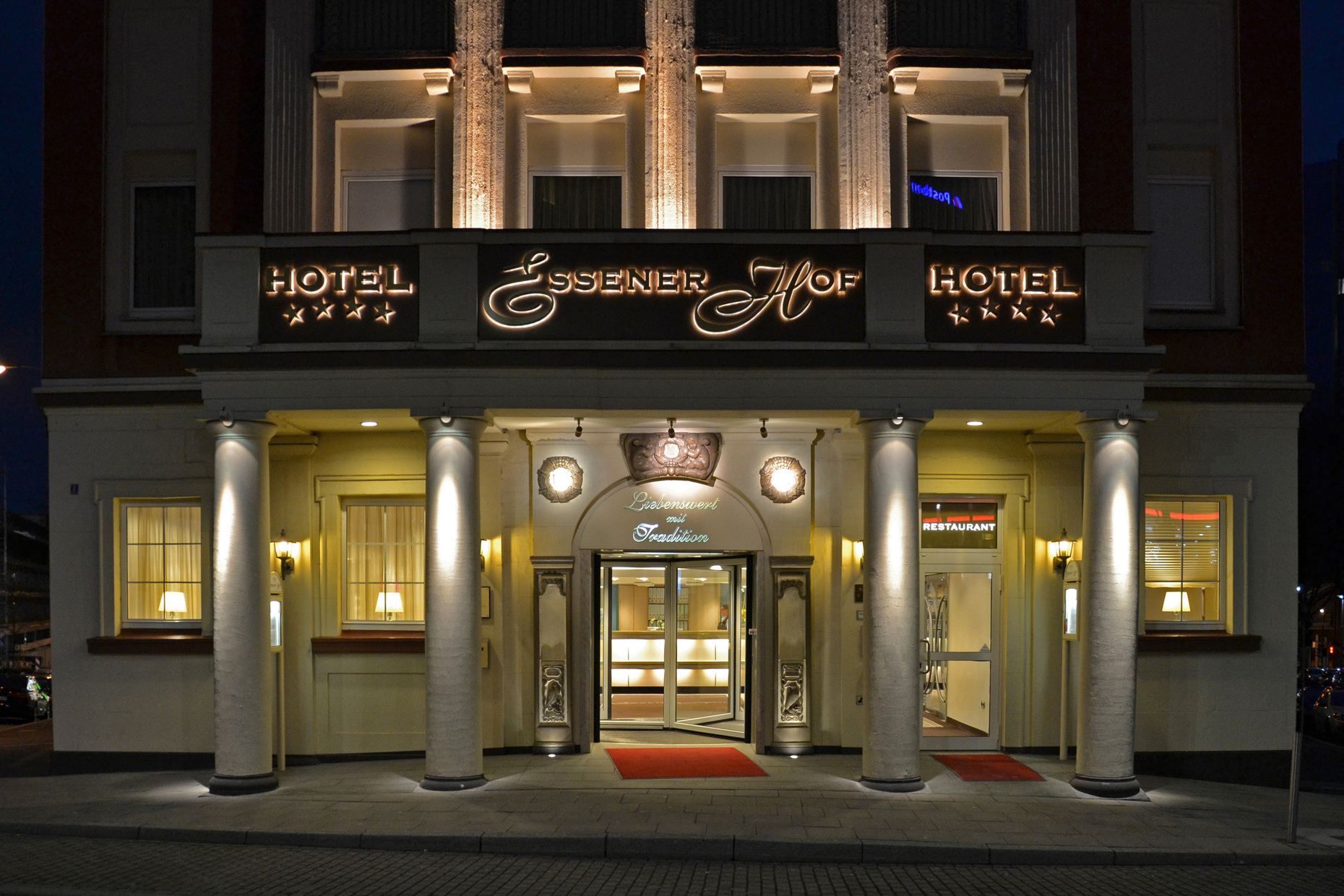
Eingangsbereich 2013

Friedhelm Bosse wurde am 15. Januar 1955 neuer Geschäftsführer. Das Astra-Filmtheater zog am 18. April 1958 in den ehemaligen großen Saal an der Teichstraße ein und nahm hier den Betrieb auf. Anfang der 1960er Jahre zogen alle kirchlichen Institutionen aus dem Hause aus. Unter der Leitung des Architekten Hans Engels wurde das Hotel 1964 auf 130 komfortable Zimmer erweitert. Auch die Hotelhalle wurde modernisiert und die Fassade neu gestaltet. 1968 erhielt das Restaurant bei einem Umbau eine Bauernstube und eine Gute Stube.
1975 bekam das Hotel Vereinshaus seinen heutigen Namen: Essener Hof. Dieser Name wurde zu dieser Zeit wieder frei, nachdem das gleichnamige Kruppsche Privathotel am Limbecker Platz abgerissen worden war. In Erinnerung an die Gründungszeit der Herberge wurde 1982 eine Hausbar eingerichtet, die man Alte Herberge von 1883 nannte. Eine komplette Renovierung des Hoteltraktes wurde 1985 begonnen und erst zehn Jahre später abgeschlossen.

### Das Hotel heute
Das 4-Sterne-Hotel heißt heute mit vollständigem Namen TOP City & Country Line Hotel Essener Hof und wird noch in den Händen seiner Stiftung geführt, wobei es 55 Angestellte hat.
Zu den 123 Hotelzimmern gehören vier so genannte Langzeit-Apartments. Das Hotel ist klimatisiert und stellt kabellosen Internetzugang zur Verfügung. Seit 1996 bietet das Unternehmen neben fünf Bankettsälen für bis zu 100 Personen das Restaurant Treff Langeoog und die Minibar Moonlight Express. 1992 wurde zum als Garten neu angelegten Innenhof hin ein Frühstückszimmer eingerichtet.

## Kruppsches Privathotel Essener Hof

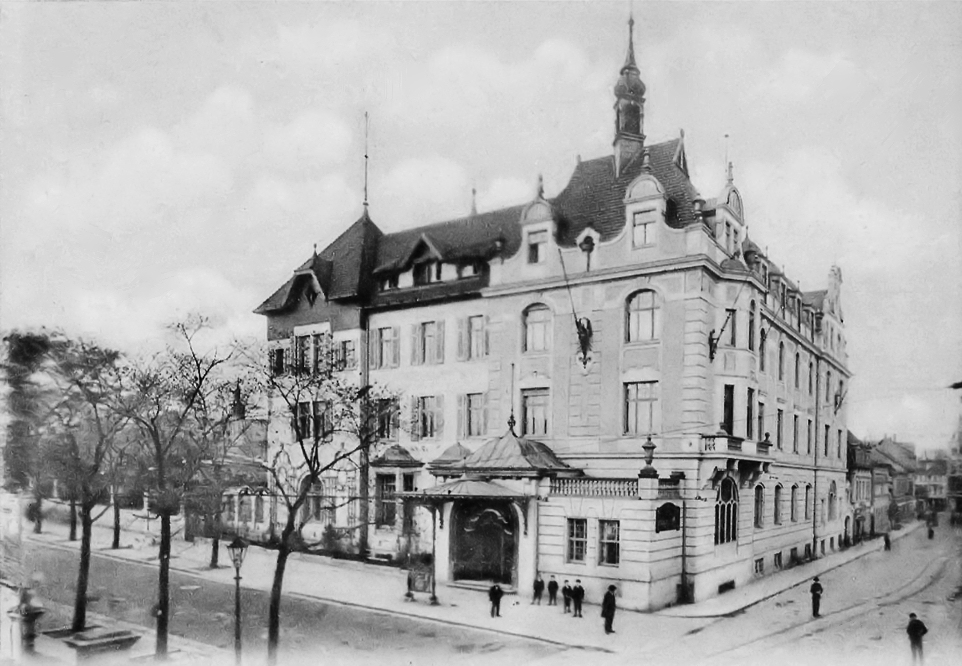
Das Krupp-Hotel Essener Hof am Limbecker Platz

Bis Mitte der 1970er Jahre war das 1898 eröffnete Kruppsche Privathotel am Ostfeld an der Limbecker Straße, heute Limbecker Platz, Träger des Namens Essener Hof. Bauherr war Friedrich Alfred Krupp. Es entstand unter wirtschaftlichen Aspekten, denn westlich angrenzend lag die große Krupp-Gussstahlfabrik in Essen. Der Architekt Robert Schmohl, Leiter des Krupp-Baubüros, entwarf das Hotel besonders für Gäste der Industriellen und ließ es in den Jahren 1896 bis 1898 errichten. Dennoch war es mit seinen rund 40 Zimmern, Gesellschafts- und Speiseraum für die Öffentlichkeit ohne Einschränkungen zugänglich. Schon 1890 erklärte Krupp den Bau eines Vereinsheimes für den sechs Jahre zuvor gegründeten Turn- und Fechtverein ETuF Essen im Essener Hof. Nach Schäden im Zweiten Weltkrieg ist es vereinfacht wieder aufgebaut worden. Mitte der 1970er Jahre wurde das Gebäude abgerissen.